# Conséquences de la pandémie de Covid-19 sur la santé publique du Québec
Pour des articles plus généraux, voir Conséquences de la pandémie de Covid-19 et Pandémie de Covid-19 au Québec.
Cet article examine les impacts de la pandémie de Covid-19 sur la santé publique au Québec, en abordant les différentes facettes de la réponse du gouvernement et des autorités sanitaires à cette crise sans précédent. Il couvre les mesures prises pour lutter contre la propagation du virus, les pénuries de ressources, les défis rencontrés dans les centres d'hébergement, les efforts de dépistage, les campagnes de vaccination et les problèmes de santé mentale, parmi d'autres aspects importants de cette situation complexe et en constante évolution.

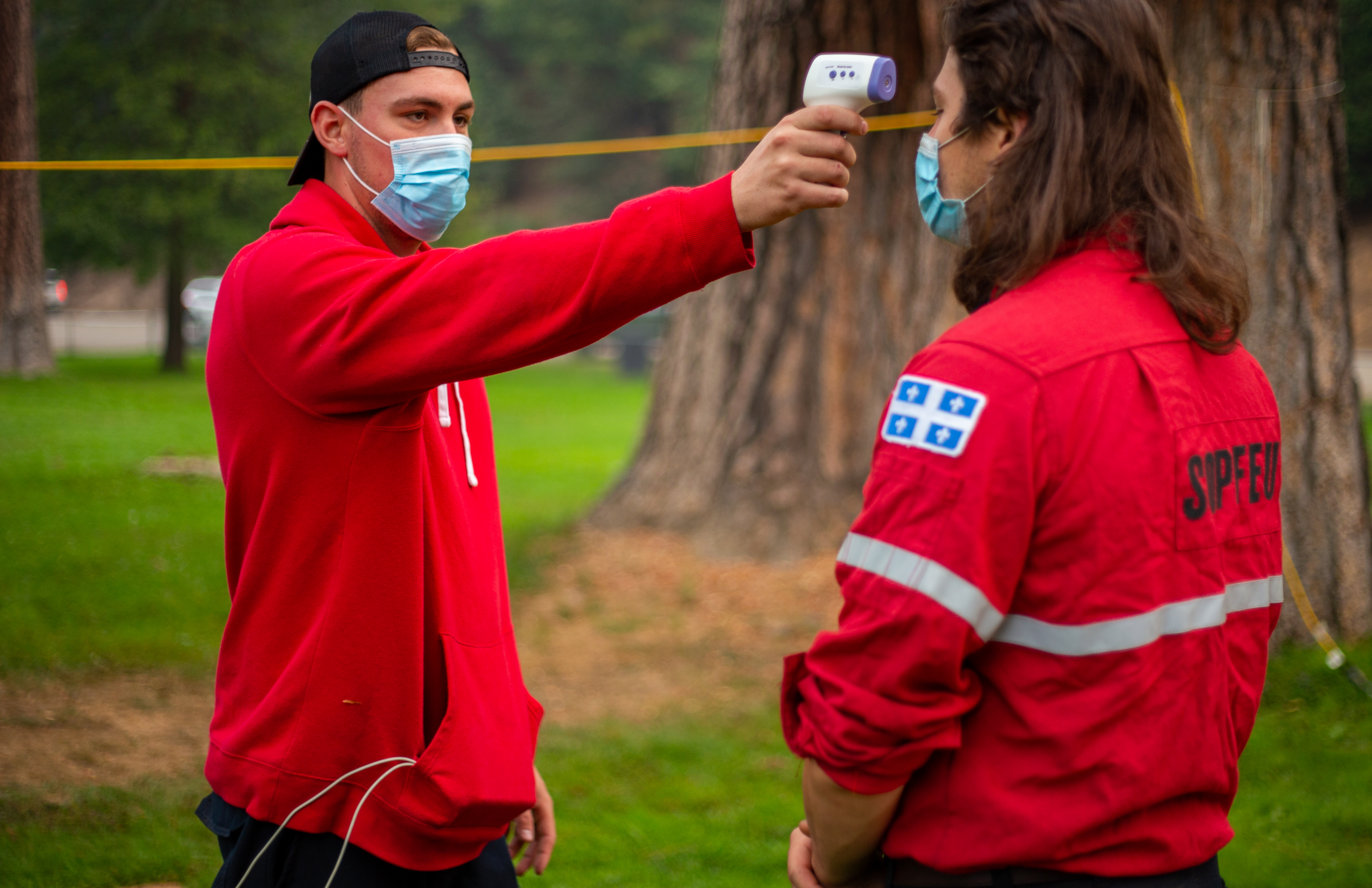
Prise de température par deux employés de la SOPFEU.

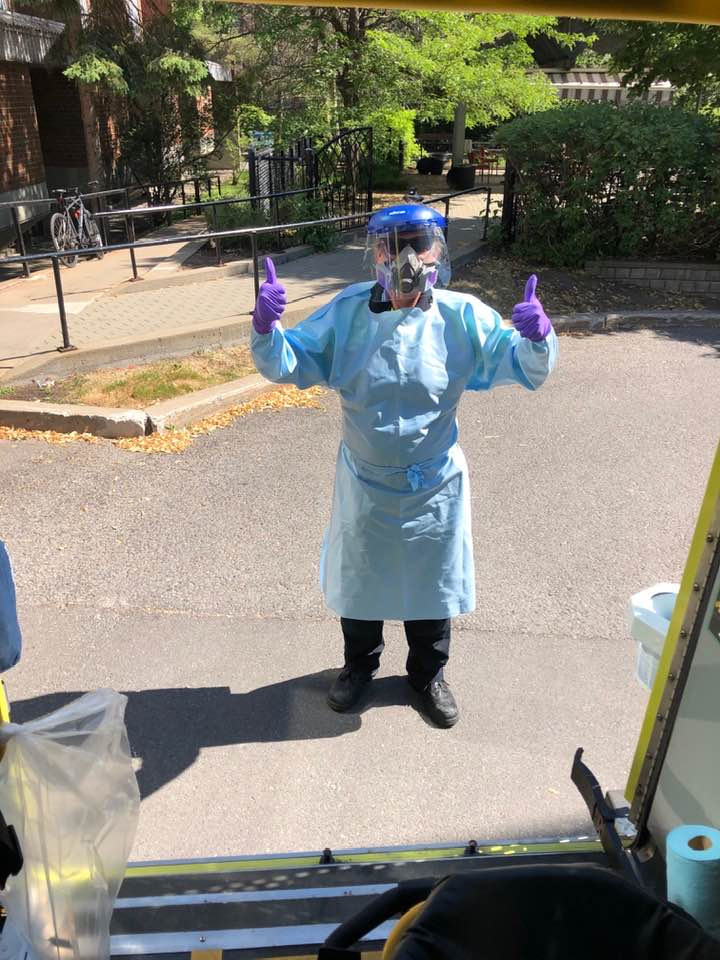
Paramédic montréalais portant un équipement de protection contre la Covid-19 (juin 2020).

## Chronologie
Par rapport au reste de l'Occident, le Québec bénéficie d'une arrivée tardive de la maladie sur son territoire, de sorte que des mesures de santé publique ont pu rapidement être mises en place afin d'endiguer la maladie. L'état d'urgence sanitaire est déclaré le 13 mars 2020, ce qui donne des pouvoirs étendus à la ministre de la Santé et des Services sociaux.
Les autorités de la santé publique suivent les directives de l'OMS et mettent en place des cliniques de dépistage du virus afin de mieux détecter, suivre et isoler les cas. À la fin mars 2020, le premier ministre du Québec affirme que la province est « [...] un des endroits au monde où on teste le plus ».
Le système de santé québécois est également adapté en prévision d'une vague de patients contagieux nécessitant des soins hospitaliers significatifs. On tente ainsi d'acquérir le plus rapidement possible de l'équipement de protection, d'établir des zones "chaudes" et "froides" dans les hôpitaux et d'augmenter le nombre de lits médicalisés. Des milliers de lits d'hôtels sont également réservés en cas de débordements des hôpitaux. Les travailleurs de la santé ont deux foix plus de chance que la population québécoise d'attraper la Covid. À la mi-octobre 2020, 17 000 travailleurs de la santé avaient attrapés la Covid-19, dont 340 ont été hospitalisés et 11 en sont morts.
Les hôpitaux répondent relativement bien aux besoins à ce niveau, ce qui n'est cependant pas le cas des centres d'hébergement et de soins de longue durée (CHSLD), demeurés dans l'angle mort des autorités sanitaires et dont environ le quart des établissements a recensé au moins un cas de Covid-19 parmi les patients ou le personnel au début du mois d'avril.
Le 17 mars 2020, juste avant la suspension des travaux à l'Assemblée nationale du Québec, le gouvernement adopte le projet de loi 31 qui élargit les actes que les pharmaciens peuvent poser, comme prolonger des ordonnances, prescrire et administrer des vaccins, ainsi que le projet de loi 43 qui donne plus de pouvoirs aux infirmières praticiennes qui pourront poser des gestes jusque là réservés aux médecins, comme le suivi de certaines grossesses ou le diagnostic de maladie courante.
À la mi-avril 2020, le CHU Ste-Justine est à moins de 50 % du taux d'occupation d'hospitalisation, une situation inédite pour cette période de l'année. Il y a une diminution des maladies non infectieuses, et qui ont une fréquence précise dans la population comme les maladies métaboliques, ce qui laisse croire aux médecins du CHU que les parents relativisent l'urgence des symptômes mineurs afin d'éviter d'aller à l'hôpital par crainte de la Covid-19.
Entre avril 2020 et février 2021, il y a un million de moins d'entrées dans les salles d'urgences du Québec, une diminution de 29 %. Plusieurs personnes ont retardé leur visite à l'urgence par crainte de contracter la Covid-19 dans les hôpitaux. Ce retardement du moment de consultation, combiné au délestage afin d'hospitaliser les malades de la Covid-19, a eu des conséquences sur l'état de santé des malades, dont les personnes souffrant de problèmes cardiaques ou de cancer, ce qui mènera probablement à une surmortalité pour certaines affections.

## Mortalités
Nombre total de décèsDate030006000900012 00015 00018 0002020-01-232021-02-122022-03-05Nombre total de décèsCHSLDStatistiques sur la pandémie de Covid-19 au...
- Source: Fichier CSV sur le site de l'INSPQ récupéré en date du 2022-10-30.

Au début mai 2021, le Québec est la province canadienne qui possède le plus grand nombre de morts liés à la Covid-19 au pays, tant en absolu qu'en relatif. Ainsi, à la mi-avril, la Belle province affiche un taux de 21 morts par million d'habitants, alors que la province voisine, l'Ontario, arrive deuxième avec un taux de 14 par million. Montréal est parmi les villes au monde avec le plus haut taux de mortalité per capita, avec près d'un Montréalais sur 1 000 décédé de la Covid-19.
Bien que les comparaisons entre les territoires soient difficiles à faire et que le bilan définitif pourrait changer fortement la donne, le Québec semble malgré tout être l'un des endroits en Amérique du Nord où la maladie frappe le plus fort. Cela pourrait s'expliquer en partie par le fait que la semaine de relâche est arrivée plus tôt dans cette province, au début mars, alors qu'aucune mesure n'avait encore été prise. Ainsi, plusieurs personnes ont profité de cette pause pour voyager à l'étranger, ramenant et diffusant malgré elles le virus à leur retour. Cependant, une analyse ultérieure de près de 3 000 séquences génomiques prélevées chez des personnes infectées lors de la première vague montre que le "mal" était déjà fait avant la semaine de relâche. Ce serait plutôt des introductions initiales réalisées avant la détection du premier cas officiel qui auraient proliférées dans la province, selon le phénomène de l'"effet fondateur".
D'autres hypothèses sont soulevées pour expliquer l'écart, telles un taux plus élevé de personnes âgées en hébergement collectif, un âge moyen plus élevé et une plus grande proportion en milieu urbain de la population québécoise. Ces hypothèses sont en partie réfutées par d'autres, qui affirment que la principale cause est de ne pas avoir isolé correctement et suffisamment rapidement les CHSLD.
Selon une étude d'avril 2021 analysant la surmortalité dans les CHSLD au Québec en la comparant aux morts dans des institutions équivalentes a l'international, 75 % des décès au Québec sont survenus dans des centres de soins de longue durée, comparativement à 43 % en France et 34 % au Royaume-Uni. La cause de cette hausse de la mortalité serait due à la plus grande proportion de la population résidant dans les centres de soins de longue durée.
À la fin juin 2020, une analyse des surmortalités enregistrées entre mars et mai en Europe et aux États-Unis permet de constater que, contrairement à d'autres, le Québec aurait bien évalué l'effet de la pandémie sur le nombre de morts. Selon cet indicateur, la province se retrouve ainsi dans la "moyenne" des pays comparés, faisant moins bien que la Suisse, les États-Unis et la France, mais mieux que la Belgique, la Grande-Bretagne, l'Italie, l'Espagne et l'Italie.
Les vagues subséquentes sont mieux gérées par la province.

### Personnalités mortes de la Covid-19
Personnalités notables au Québec décédées en 2020 des suites de la pandémie de Covid-19 :
- Marguerite Lescop, auteure, conférencière et éditrice, morte le 3 avril[18],
- Ghyslain Tremblay, comédien, mort le 7 avril[19],
- Claude Beauchamp, journaliste et éditeur, mort le 12 avril[20],
- Claude Lafortune, animateur de télévision, mort le 19 avril[21],
- Sylvie Vincent, anthropologue, morte le 30 avril[22],[23],
- Renée Claude, chanteuse, morte le 12 mai[24],
- Fernand Turcotte, médecin expert en santé publique, mort le 16 mai[25],
- Marc-André Bédard, ancien ministre de la justice sous René Lévesque et Pierre-Marc Johnson[26].

## Vaccination
Le 9 octobre, la santé publique de Montréal annonce que la campagne de vaccination des enfants des écoles de Montréal est remise à 2021 en raison de la pénurie d'infirmières. Parmi les vaccins qui sont reportés, il y a ceux contre l'hépatite A et l'hépatite B, le virus du papillome humain et le tétanos.

### Grippe saisonnière
À la fin octobre 2020, plusieurs cliniques de vaccination pour administrer le vaccin contre l'influenza affichent complet, donc celles de la région de Montréal. Deux millions de doses ont été commandées pour le Québec, une augmentation de 25 % par rapport à 2019. Cette augmentation est causée partie par la pandémie de Covid-19, car les symptômes grippaux forcent l'isolement préventif et du dépistage.

## Pénuries
Au cours de la pandémie Covid-19, le Québec a été confronté à diverses pénuries qui ont affecté son système de santé et ses citoyens. Les pénuries de personnel, de matériel médical, d'équipements de protection individuelle et de médicaments ont été parmi les défis les plus importants auxquels les autorités ont dû faire face afin de maintenir des soins de santé adéquats et de lutter efficacement contre la propagation du virus.

### Personnel
Au début de la deuxième vague en septembre, le personnel vient à manquer pour les cliniques de dépistage et pour la vaccination contre l'influenza. Différents professionnels de la santé, comme des orthophonistes et des psychologues, qu'un arrêté ministériel datant de mai permet d'effectuer ces actes, sont appelés en renfort.

### Respirateur artificiel
Bien que n'ayant pas connu de pénurie de respirateur artificiel, un protocole de priorisation des patients est rédigé par un groupe d'experts indépendants, à la demande du gouvernement du Québec. Intitulé « Le triage pour l’accès aux soins intensifs (adultes et pédiatriques) et l’allocation des ressources telles que les respirateurs en situation extrême de pandémie », il est envoyé le 9 avril 2020 aux présidents-directeurs généraux des établissements publics de santé et de services sociaux.
Selon cette version du  protocole, trois critères peuvent servir d'exclusion à l'accès aux respirateurs en cas de pénurie:
1. Les personnes souffrant d'une « maladie neuromusculaire avancée et irréversible (par exemple, la maladie de Parkinson, la sclérose latérale amyotrophique) » ;
2. Celles qui ont « déficience cognitive sévère due à une maladie progressive » ou;
3. une « incapacité totale d'effectuer les activités de la vie quotidienne et domestique de manière indépendante en raison d'une déficience cognitive progressive ».

La Société québécoise de la déficience intellectuelle lance le 20 mai une campagne afin que le gouvernement révise ce protocole, car selon elle, certaines personnes ayant un handicap pourraient être exclues d'emblée.
À la suite de ces pressions, le 5 novembre, le gouvernement du Québec révise son protocole en modifiant les critères d'exclusion. Renommé « Priorisation pour l’accès aux soins intensifs (adultes) en contexte extrême de pandémie », les critères d'exclusion ne visent plus explicitement les personnes atteintes de « Parkinson et de la sclérose latérale amyotrophique » mais plutôt ceux souffrant d'une « maladie neurodégénérative sévère et irréversible ». De même, le critère sur la « déficience cognitive » est reformulée pour viser le « trouble neurocognitif majeur dégénératif (démence) ». La Société québécoise de la déficience intellectuelle et la Fédération québécoise de l’autisme se disent satisfaites de cette mise à jour.

### Médicaments

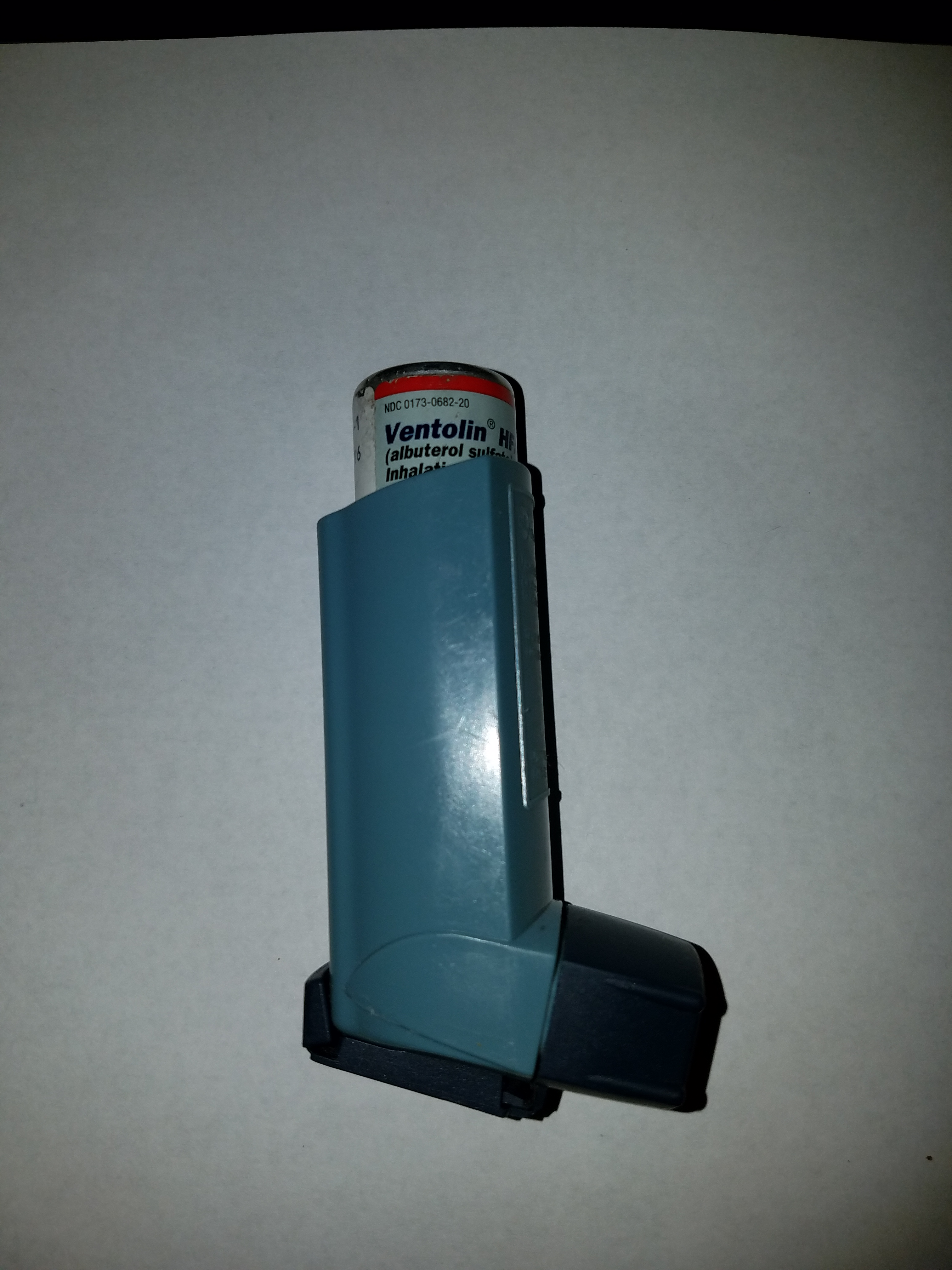
Inhalateur de Ventolin (salbutamol)

Certains médicaments, comme le propofol et le fentanyl, viennent également à manquer au début de la pandémie. La chloroquine est également menacée de rupture de stock, en raison de sa supposée efficacité contre la Covid-19. Son administration est restreinte par les autorités du Québec aux patients atteints de lupus érythémateux disséminé, aux femmes enceintes et aux enfants et adolescents âgés de moins de 18 ans atteints d’arthrite juvénile idiopathique. Une ordonnance collective nationale cessant son administration aux patients, sauf exception, a été émise en mai 2020.
Le salbutamol, mieux connu sous le nom de marque de commerce Ventolin, est également visé par une ordonnance nationale visant la restriction de son administration aux cas d'exception. Dans le cas de ce médicament, Santé Canada autorise l’importation et la mise en marché temporaire d’un inhalateur de salbutamol avec étiquetage en espagnol, afin de s'assurer qu'il arrive en temps opportun dans les mains des personnes en ayant besoin.
Le gouvernement du Québec a demandé à des experts des solutions de rechange en cas de rupture de stock. Les réserves de médicament des hôpitaux sont gérées avec plus d'attention qu'à l'habitude. Devant la pénurie qui perdure, les pharmaciens gèrent les stocks en proposant des médicaments de substitution. Cependant, l'approvisionnement de certains médicaments demeure problématique car ils n'ont pas de substitution.

### Équipements
En début de pandémie, les thermomètres viennent à manquer dans les pharmacies du Québec. Cet appareil permet de mesurer la fièvre, l'un des symptômes de la Covid-19.

#### Masque

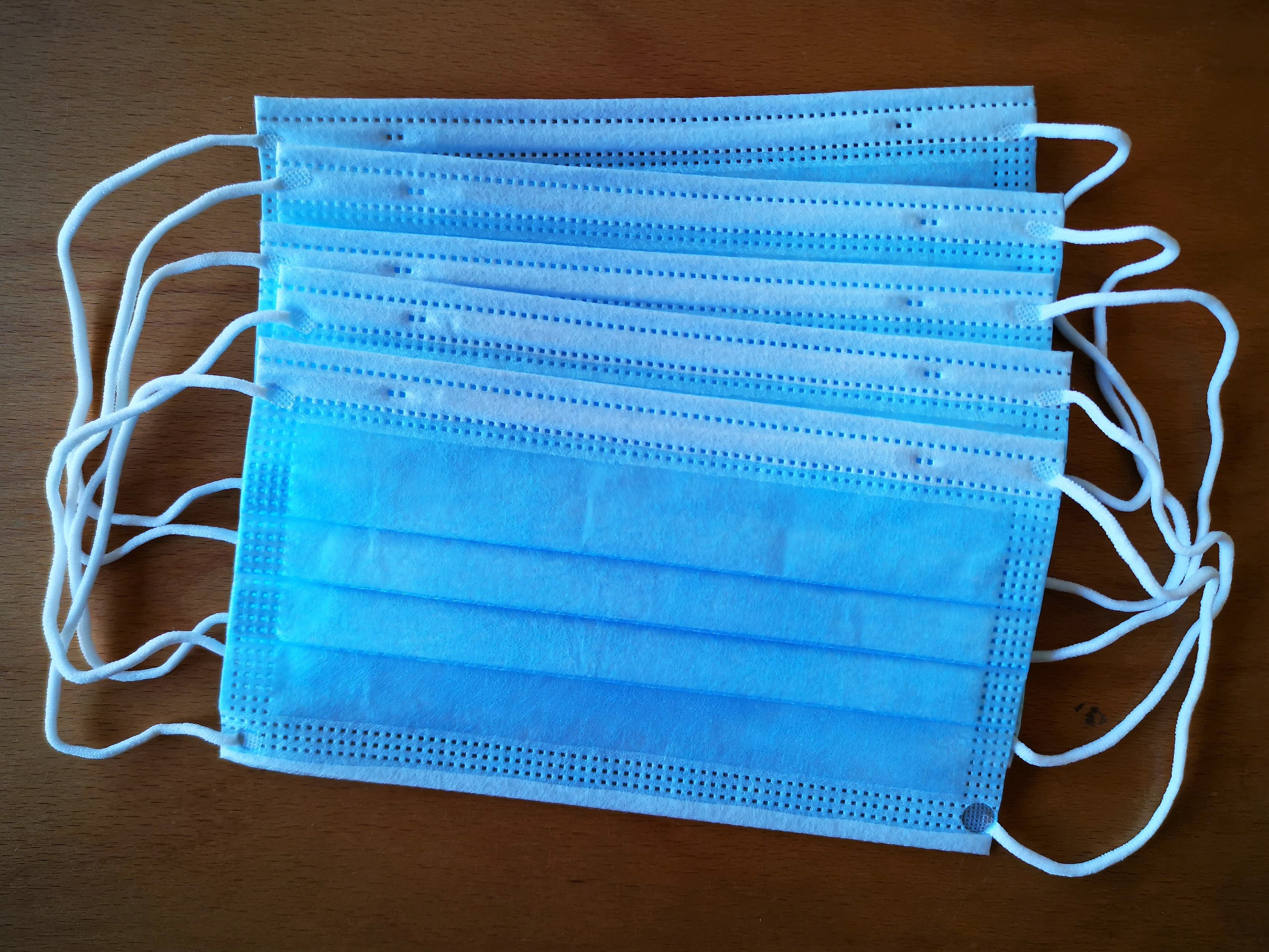
Type de masques vendus en grande surface

Au début de la pandémie, le manque de masques empêche le gouvernement du Québec de les rendre obligatoires. Une politique restrictive de son utilisation, voire de rationnement, dans le milieu hospitalier est mise en place afin de ne pas tomber en pénurie.

#### Désinfectant

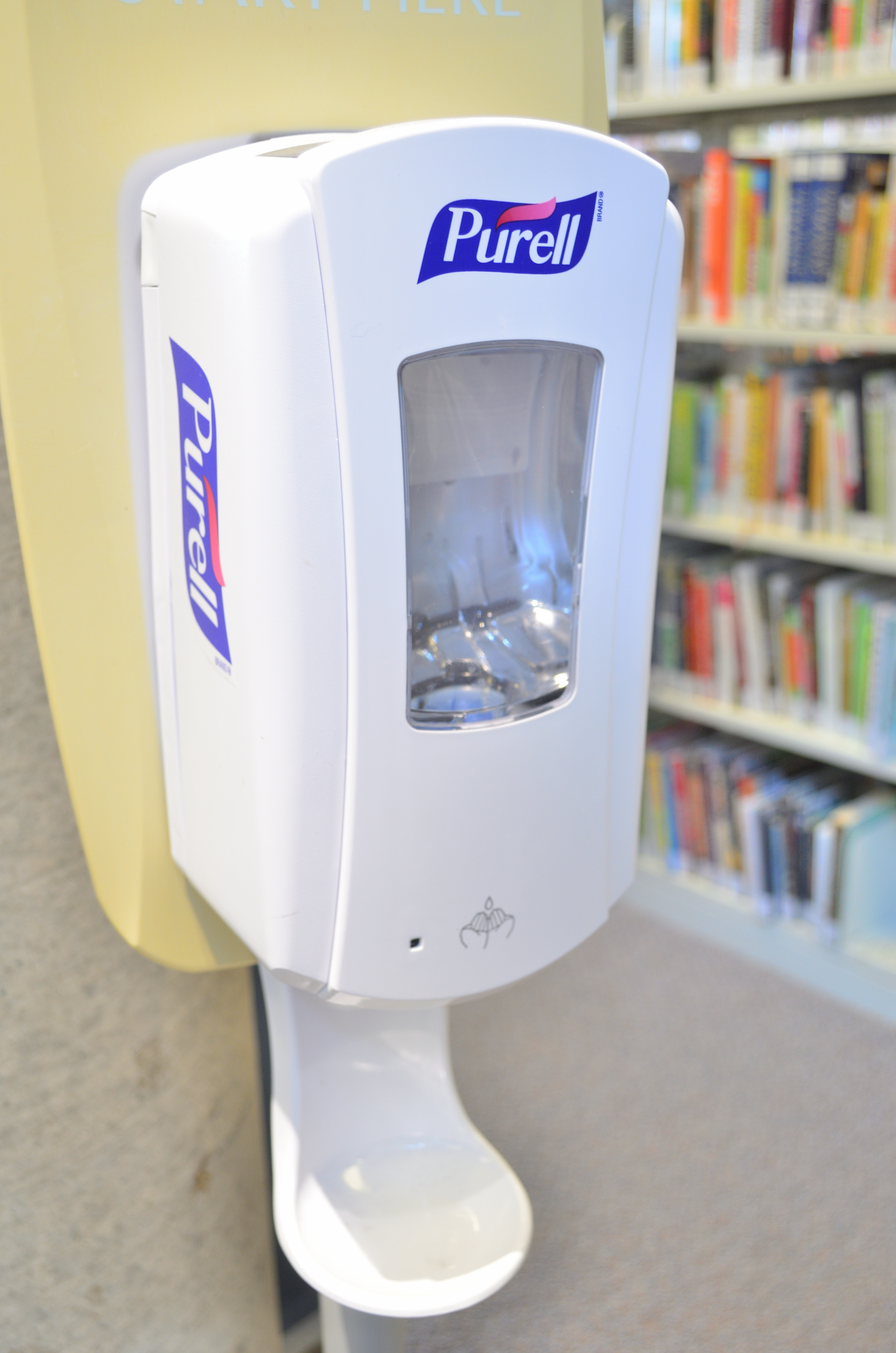
Distributeur de désinfectant de marque Purell

Dès le début de la pandémie, le désinfectant pour les mains, popularisé sous la marque de commerce Purell (en), connaît une rupture de stock. Afin de pallier cette pénurie, plusieurs entreprises québécoises disposant des matières premières entrant dans la composition du désinfectant, comme l'éthanol, se mettent à en produire. Les microbrasseries et les microdistilleries se convertissent notamment à la production, leur permettant de palier un manque à gagner en raison du confinement du printemps 2020, tout en promouvant l'achat local.

## CHSLD

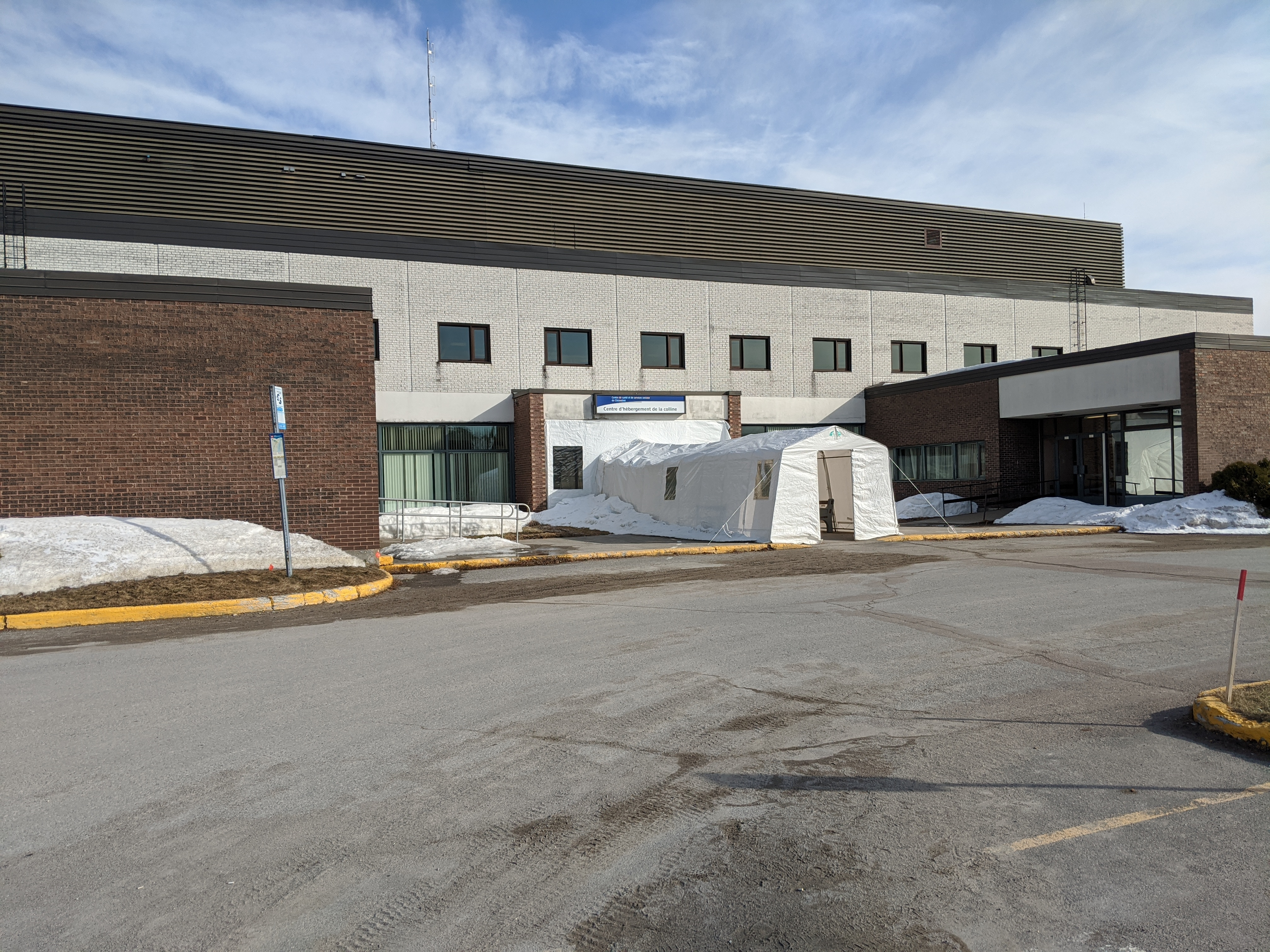
Entrée du CHSLD de la colline à Chicoutimi-Nord

Le 1er avril 2020, 519 CHSLD du Québec ont des cas de Covid-19 déclaré dans leur établissement. Jusqu'à cette date, près de la moitié des décès causés par la Covid-19 au Québec sont dans ces établissements.
Le 8 avril 2020, le CHSLD de Sainte-Dorothée à Laval connaît l'une plus importantes éclosions de Covid-19 au Québec. Sur les 250 résidents, au moins 115 sont infectés, et il y a eu au moins 13 morts. Le même jour, François Legault annonce que le Québec déploiera 500 infirmières, 450 médecins, et plus d'équipement dans les CHSLD afin de les aider à traverser cette crise.
Le 10 avril 2020, au moins 150 cas de Covid-19 sont reliés au CHSLD Herron (en) à Dorval, sur l'île de Montréal.
Des cas de négligence et de mauvaises conditions ont également été signalés dans l'établissement, le personnel ayant déserté l'établissement depuis le 29 mars. Des spécialistes de la santé décrivent les conditions dans l'établissement comme étant celles d'un film d'horreur, ou d'un camp de concentration - en raison de l'insalubrité, de la négligence alimentaire et dans les soins d'hygiène personnelle,. La ministre de la santé Danielle McCann annonce qu'une enquête policière sur la situation dans ce CHSLD, placée sous tutelle sera effectuée,,.
Le 11 avril, Québec indique qu'il y a eu au moins 31 décès au CHSLD Herron au cours du dernier mois, dont au moins 5 décès attribuables à la Covid-19. La présidente du CIUSSS de l'Ouest-de-l'Île-de-Montréal, Lynne McVey, affirme que le propriétaire de l'établissement refusait de coopérer, les autorités sanitaires n'ayant pas pu avoir accès au dossier de santé des résidents avant le 8 avril. Le bureau du coroner et le Service de police de la Ville de Montréal investiguent également sur cette situation.
Le gouvernement québécois envoie des équipes d'enquête dans les 41 CHSLD privés afin d'évaluer leur réponse à la pandémie . Le 12 avril, l'Association des établissements de longue durée du Québec (AELDPQ) adresse une lettre à la ministre McCann reprochant au gouvernement québécois de ne pas avoir tenu sa promesse d'augmenter le budget des CHSLD privés, de ne pas avoir démontré la même rigueur envers les établissements publics, d'avoir empêché les établissements privés de s'approvisionner en équipement de protection individuelle auprès de fournisseurs provinciaux et de ne pas voir mis en place les fonds d'urgence promis pour acheter de l'équipement de protection individuelle, ce qui a contraint les CHSLD privés à financer les coûts d'achat de cet équipement.
Le 13 avril, le premier ministre Legault rapporte que les résultats des enquêtes démontrent que la vaste majorité des CHSLD privés étaient très bien gérés, mais que plusieurs d'entre eux nécessitaient une surveillance supplémentaire. La totalité des 2 600 CHSLD seront inspectée. Il admet que la pandémie a pu exacerber le problème de recrutement et de rétention de personnel, en raison de la faible rémunération du personnel. Il annonce des augmentations temporaires pour les préposés aux bénéficiaires d'ici la fin de la période de négociations des conventions collectives, arrivées à échéance le 31 mars 2020,. Aussi le 13 avril, il est rapporté que 33 résidents sont morts de la Covid-19 à l'Institut universitaire de gériatrie de Montréal (IUGM), entre le 25 mars et le 12 avril.
Le 14 avril, le premier ministre Legault annonce que les proches aidants qui offraient du soutien aux résidents des CHSLD avant la pandémie peuvent les visiter à partir du 16 avril.
Le 17 avril, Victoria Salvan, préposée aux bénéficiaires au CHSLD Grace Dart, décède après avoir contracté la Covid-19 dans l'établissement où elle travaille. Il s'agit du premier décès d'une préposée aux bénéficiaires au Québec.
Le 18 avril, à la suite d'une demande du Québec, environ 125 membres des Forces armées canadiennes ayant reçu une formation médicale seront déployés pour aider aux CHSLD,. Le gouvernement recherche aussi des volontaires parmi des travailleurs de la santé provenant d'endroits plus épargnés par la maladie, pour venir travailler dans les CHSLD de Montréal, Laval et la Montérégie. À partir du 18 avril, la Croix-Rouge canadienne fournit une formation accélérée afin de préparer des volontaires. Le 22 avril, Legault demande au fédéral d'envoyer 1 000 militaires.
Le 20 avril, la phase 2 de l'Opération Laser est activée. Les Forces armées canadiennes continue de déployer des troupes dans les CHSLD. À terme, ils auront offert du soutien à 47 établissements du Québec.
Le 27 avril, une seconde préposée aux bénéficiaires, Stéphanie Tessier, âgée de 31 ans, décède après avoir contracté la Covid-19 au CHSLD Lucien-G.-Rolland.
Le 29 avril, une troisième préposée aux bénéficiaires, Marina Thenor Louis, employée au CHSLD Cartierville, décède après avoir contracté la Covid-19 sur son lieu de travail.
Au début du mois de mai, des conditions de protection spéciale sont mises en place dans certains CHSLD privés, comme celui du Vigi Mont-Royal, où 100 % des patients et du personnel traitant ont été infectés. Le système de ventilation est suspecté comme pouvant transmettre la Covid-19 dans tout l'édifice.
Le 12 juin, Justin Trudeau annonce que les soldats des Forces armées canadiennes resteront déployés dans les CHSLD pendant encore au moins deux semaines. Après ces deux semaines, dix équipes de sept personnes des Forces seront disponibles pour les cas d'urgence, auxquelles s'ajoutent 900 membres de la Croix-Rouge canadienne, pour prêter main-forte tout l'été dans les CHSLD.
Au 30 juillet, seuls 200 de ces 900 membres sont effectivement déployés dans les CHSLD, les autres membres étant en attente d'une affectation de la part de la Croix-Rouge. Le délai est attribuable au temps nécessaire à la Croix-Rouge pour l'évaluation des sites, et au contrôle de la situation dans les CHSLD.

### Enquêtes
Le 22 avril, le Collège des médecins du Québec, l’Ordre des infirmières et infirmiers du Québec ainsi que l’Ordre des infirmières et infirmiers auxiliaires du Québec annoncent la tenue d’une enquête conjointe sur la qualité des soins dispensés dans le CHSLD Herron et l’IUGM.
Le CIUSSS de la Mauricie-et-du-Centre-du-Québec a l'intention de mener une enquête sur la gestion de la crise du coronavirus au CHSLD Laflèche de Shawinigan.

### Réponse au gouvernement
Les propriétaires du CHSLD Herron adressent une lettre à François Legault, accusant le CIUSSS de l'Ouest-de-l'Île-de-Montréal de manquer de transparence puisque 28 des décès rapportés sont survenus après que le CHSLD Herron ait été placé sous sa tutelle le 29 mars, et que le CIUSSS de l'Ouest-de-l'Île-de-Montréal, contrairement à ses affirmations, avait accès aux dossiers de santé avant le 8 avril et qu'il n'a pas communiqué avec les familles des résidents malgré les demandes formulées à cet effet par les employés et les gestionnaires du CHSLD Herron. Ils réfutent également les allégations de négligence du gouvernement, affirmant qu'ils ont essayé d'obtenir l'aide du CIUSSS avec équipement de protection individuelle et personnel manquants, et qu'ils n'avaient pas refusé de coopérer après avoir été placés sous tutelle administrative,.
La Fédération des travailleurs et travailleuses du Québec conteste l'affirmation de Legault selon laquelle le syndicat était responsable du blocage d'une hausse de salaire pour les préposés du CHSLD.

### Recours collectif
Des proches de victimes ont déposé des recours collectifs contre CHSLD Herron et Sainte-Dorothée,.

## Dépistage

### Tests de dépistage rapide

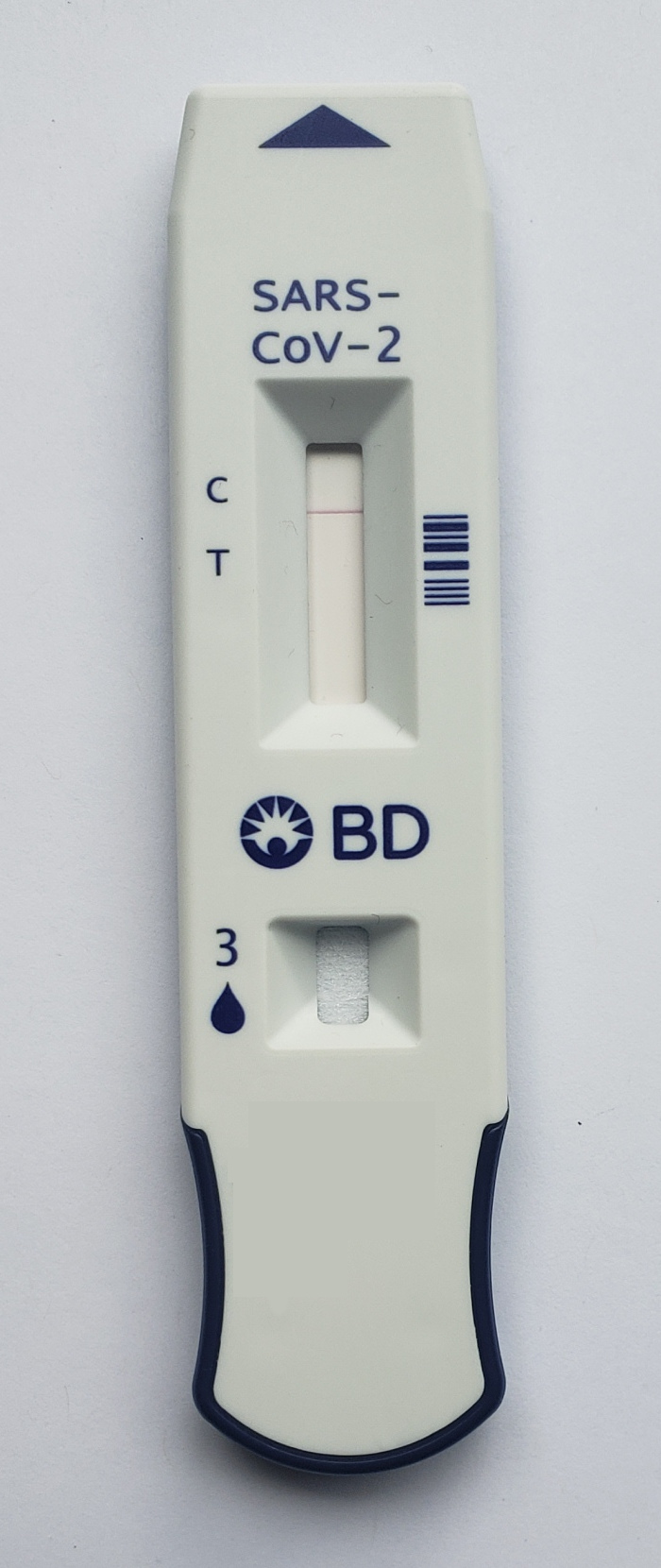
Test de détection antigénique rapide BD Veritor pour la détection de la Covid-19

À la fin du mois d'octobre 2020, le gouvernement du Québec reçoit des tests de dépistage rapide, aussi connu sous le nom de test antigénique, permettant d'avoir un résultat en moins de 15 minutes. Il existe des doutes sur la validité et la sensibilité de ces tests, ce qui fait qu'au début de décembre 2020, le gouvernement du Québec en a utilisé très peu. Par la suite, des microbiologistes de la région de Québec déterminent de quelle manière ces tests peuvent être effectués, et le feu vert est donné par le gouvernement à la fin décembre 2020. Cependant, dans les deux mois suivants, peu de ces tests rapides sont, dans les faits utilisés. Au 21 janvier 2021, seuls 13 000 des 2,6 millions de tests de dépistage rapide ont été utilisés. Il existerait toujours une résistance au sein de l'INSPQ pour l'utilisation de des tests de dépistage rapide, ceux-ci n'étant déployés que dans le cadre de projets-pilotes pour cette raison.
Le gouvernement du Québec utilise les tests rapides dans les écoles, notamment dans la région de Chaudière-Appalaches, même si les résultats d'un projet pilote dans les écoles offrent un résultat mitigé.
Le 27 février 2021, une directive ministérielle permet aux tests rapides d'être utilisés dans les milieux hospitaliers pour les employés qui ne présentent pas de symptômes.
En avril 2021, la Santé publique assouplie ses règles en retirant l'obligation de transmettre les résultats aux personnes ayant passé un test rapide. Ceci permet au ministre de la Santé Christian Dubé d'utiliser ces tests pour aider à juguler les éclosions dans les régions fortement touchées pendant la deuxième vague.
Au mois de décembre 2021, le gouvernement du Québec prend la décision de remettre à la population les tests rapides achetés par le gouvernement fédéral. Ils sont distribués dans les écoles primaires, les garderies
 et les pharmacies, où les stocks sont rapidement épuisés.
En janvier 2022, Santé Canada est pointé du doigt par des experts pour la lenteur dans l'acheminement  de tests achetés par le fédéral aux provinces, dont 30 millions pour le Québec. Le gouvernement du Québec ajoute une commande de 24,7 millions de tests rapides à ceux promis par le fédéral.
Le 5 janvier 2022, devant la hausse fulgurante, et insoutenable à long terme, du nombre de tests de dépistage PCR, la Santé publique restreint son accessibilité à des groupes ciblés et dirige la population générale vers les autotests antigéniques (tests rapides).
Le 26 janvier, le gouvernement du Québec met en ligne un site web pour permettre l'autodéclaration des cas positifs aux autotests de dépistage.

### Variants
En février 2021, à la suite de la présence de variants de la Covid-19 au Québec, le gouvernement met en place une stratégie afin de soumettre tous les échantillons de cas positifs à un deuxième test afin d'identifier les variants.
En mars 2021, la présence du variant britannique amène une hausse des jeunes aux soins intensifs . En raison de la contagion plus rapide des variants, les règles d'isolement dans les écoles sont adaptées.

## Hôpitaux temporaires et cliniques mobiles

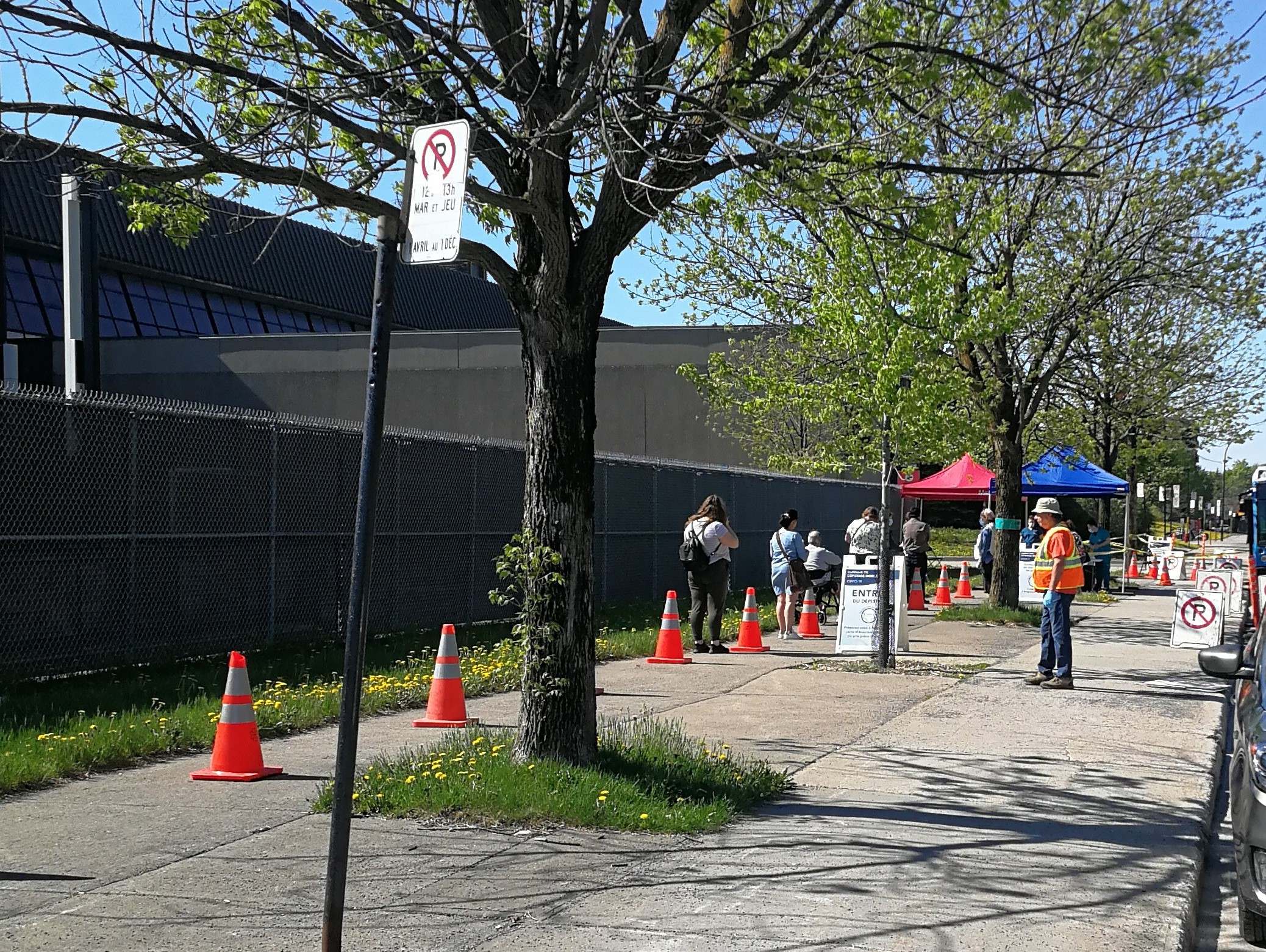
Clinique de dépistage mobile de la Covid-19 à Montréal

Comme dans plusieurs États et pays, le Québec a mis en place des hôpitaux temporaires durant la pandémie, notamment à l'Hôtel Gouverneur Montréal à Place Dupuis; l'Aréna Jacques-Lemaire à LaSalle, avec l'aide de la Croix-Rouge; et l'École nationale de police du Québec à Nicolet, au Centre-du-Québec,,.
Des cliniques mobiles de dépistages sont déployés sur le territoire montréalais à partir de la fin mai. Elles sont aménagés dans des autobus de la STM. Le service est offert en priorité aux populations vulnérables de certains quartiers de la ville. Le service se termine le 16 juin en raison de la baisse de popularité du service et de la baisse constante de cas sur le territoire.

## Masques

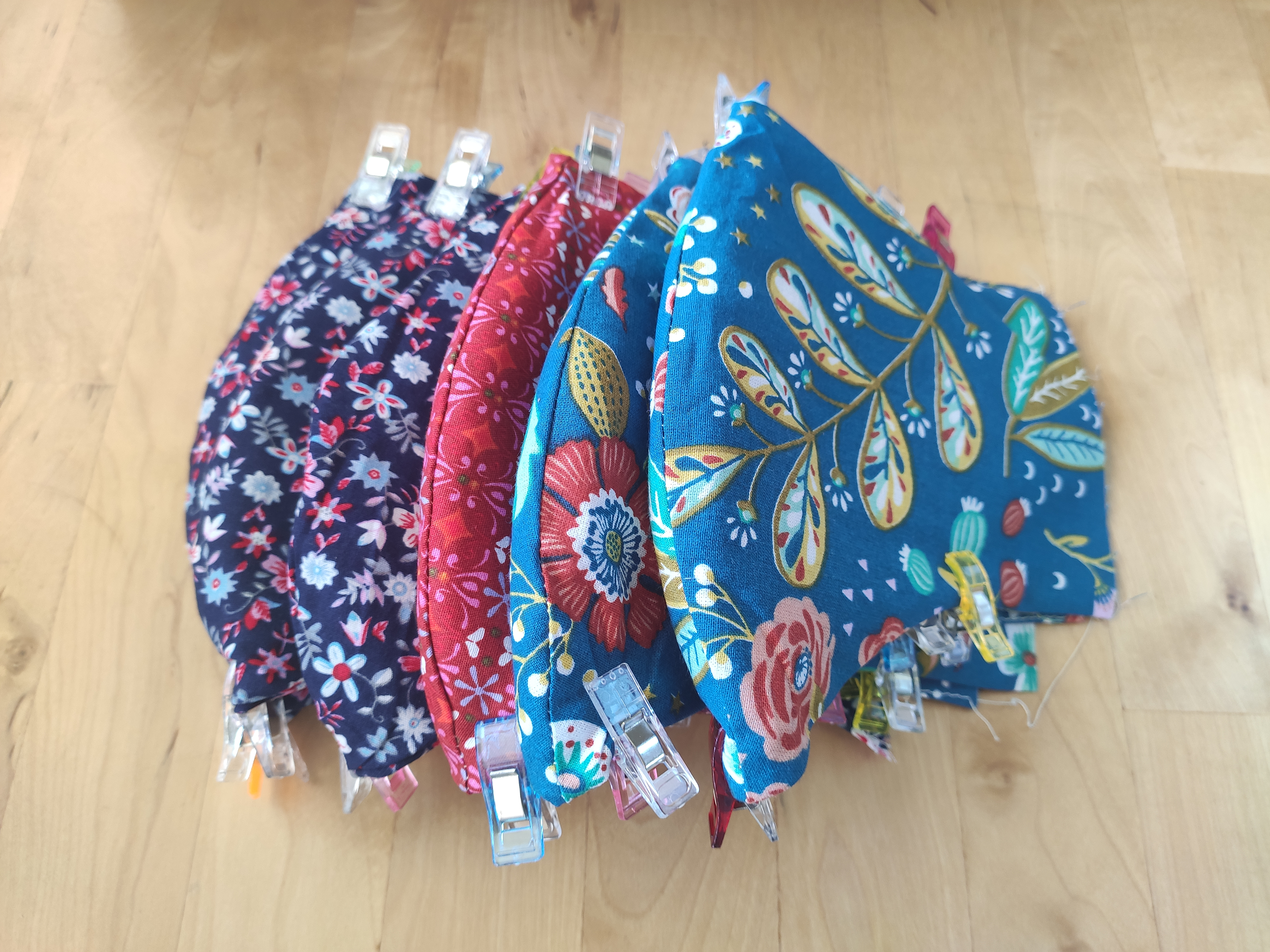
Masque de fabrication artisanale

Dans les premières semaines de la pandémie au Québec, la Santé publique et le gouvernement indiquent que le port du masque n'est pas un moyen de prévention des infections dans la communauté, et pourrait même contribuer à la transmission du virus. Le lavage de main est recommandé comme méthode prophylactique, au détriment du port du masque. Le 18 mars, le site web Québec.ca/masques est mis en ligne, où l'on retrouve une vidéo où Horacio Arruda prévient la population québécoise des risques associés au port du masque.
Le 24 avril, un communiqué du ministère de la Santé et des Services sociaux indique que le port du couvre-visage est recommandé dans les lieux publics lorsque le maintien des 2 mètres de distance est impossible, comme à l'épicerie ou encore dans les transports en commun. Une autre vidéo de promotion, cette fois du docteur Alain Vadeboncoeur où ce dernier explique les règles d'utilisation et la façon d'installer un couvre-visage est diffusée sur le compte Twitter de François Legault. Le communiqué de presse fait la distinction entre couvre-visage et masque médical, ce dernier étant réservé aux professionnels et professionnelles de la santé. Un guide expliquant comment porter et fabriquer un couvre-visage est publié sur le site du ministère de la Santé. Le ministère indique que le couvre-visage ne protège pas la personne qui le porte, mais qu'il sert à empêcher une personne infectée de transmettre le virus de la Covid-19. Une certaine confusion entoure cette recommandation, et le bureau de la ministre de la Santé Danielle McCann est dans l'obligation de préciser qu'il s'agissait de conseils, et non pas d'une politique.
Le 12 mai, le trio Legault-McCann-Arruda arrive masqué au point de presse quotidien afin de faire la promotion du port du masque à l'extérieur du domicile. François Legault indique dans ce point de presse qu'il n'entend pas rendre le port du couvre-visage obligatoire, car il ne sait pas si cette mesure serait efficace. Il ajoute le lendemain dans une réponse à l'opposition à l'Assemblée nationale qu'il n'y a pas suffisamment de masques au Québec pour que le gouvernement soit en mesure de le rendre obligatoire.
Le 15 mai, lors de son passage à Montréal, François Legault annonce que le gouvernement du Québec fait un don d'un million de masques à la Ville de Montréal. Le 22 mai, toujours à Montréal, Legault distribue des masques sur lesquels on peut voir le logo du Canadien de Montréal en compagnie du directeur général de l'équipe Marc Bergevin et du joueur québécois Jonathan Drouin.
Le 11 juin, une lettre cosignée par une trentaine de médecins et d'épidémiologistes québécois interpelle le gouvernement pour qu'il rende le port du masque obligatoire dans tous les lieux publics et extérieurs où la distanciation sociale de 2 mètres est difficile à respecter. Ils font valoir que « Le port du masque généralisé est une mesure peu coûteuse qui peut réduire grandement le risque de contamination lors de contacts contagieux ». Le directeur national de santé publique, Horacio Arruda, répond qu'il préfère que la port du masque devienne une norme sociale avant de le rendre obligatoire.

### Port obligatoire

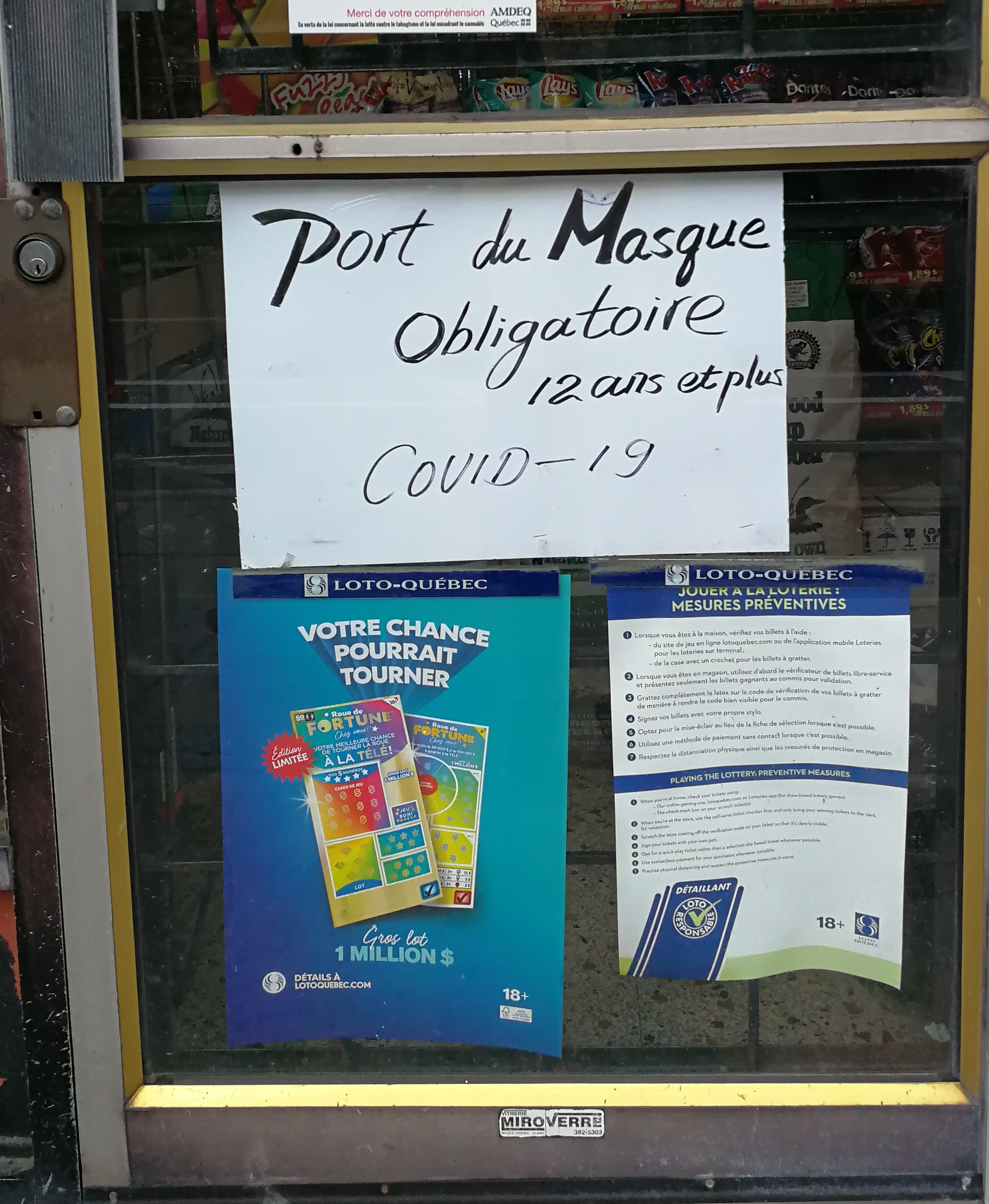
Affiche de port de masque obligatoire sur une porte de dépanneur

Le 30 juin, François Legault annonce que le port du masque deviendra obligatoire dans les transports en commun dès le 13 juillet. La mesure sera obligatoire pour tous les usagers de 12 ans et plus, mais elle est aussi fortement recommandée pour les plus jeunes, sauf pour ceux de moins de 2 ans. Il y aura une période de grâce de 14 jours, pendant laquelle les usagers sans masque pourront quand même accéder au transport, ce qui fait que la mesure ne sera effective que le 27 juillet.
Le 6 juillet, Valérie Plante annonce que les masques seront obligatoires dans tous les lieux publics fermés de Montréal à partir du 27 juillet.
Le 13 juillet, le port du masque devient obligatoire dans les transports en commun y compris les services de covoiturage. Cette obligation ne s'applique pas aux enfants de moins de 12 ans, et est non contraignante jusqu'au 27 juillet. Après cette date, les personnes ne portant pas de couvre-visage pourront légalement se faire interdire l'accès aux transports en commun. Des amendes de 400$ à 6000$ sont prévues pour ceux qui refusent de porter le masque, bien que le décret n'indique pas qui sera en charge d'émettre les amendes. Ceci cause des questionnements, notamment à la STM, qui indique qu'elle n'utilisera pas la méthode coercitive afin d'imposer le port du masque dans son réseau.
Par ailleurs, le couvre-visage sera obligatoire dans les lieux publics fermés ou partiellement fermés à partir du 18 juillet pour les personnes de 12 ans et plus. Il sera néanmoins permis de retirer momentanément le couvre-visage lors de soins de santé le nécessitant. D'autres exceptions sont prévues, par exemple, les clients d'un restaurant pourront manger sur place sans masque lorsque la distanciation physique est respectée, mais ils devront le remettre lors de leurs déplacements dans l'établissement. Une page sur le site web du gouvernement sur le port obligatoire du masque/couvre-visage est mise en place pour donner des conseils et répondre aux éventuelles questions sur cette directive.
Le 18 juillet, le port du masque devient obligatoire dans les lieux publics. Le jour même, une vidéo d'un individu refusant de porter le masque dans un Tim Hortons de Montréal, et se faisant arrêter par des policiers, devient virale.
Le 12 août, la Commission des droits de la personne et des droits de la jeunesse indique dans un avis public que le décret du gouvernement du Québec forçant le port du masque dans les lieux publics respecte la Charte des droits et libertés de la personne du Québec. L'atteinte aux droits fondamentaux est en effet justifiée dans le contexte de pandémie.

### Manifestations antimasques
Des manifestations antimasques ont lieu dans différentes villes. La toute première se tient à Saint-Georges, en Beauce dans la région de Chaudière-Appalache le 18 juillet. 500 personnes y participent.
Il y a par la suite une manifestation dans la ville de Québec le 26 juillet. Elle sera suivie d'une manifestation à Montréal deux semaines plus tard, le 8 août. Une deuxième manifestation aura lieu à Montréal le 15 août, et une deuxième à Québec le 23 août. Une manifestation se tient également dans la ville de Saguenay le 22 août.
Le 12 septembre, une troisième manifestation antimasque a lieu à Montréal. Il s'agit de la plus importante manifestation de ce type au Québec, avec près de 10 000 manifestants. Des milliers de personnes y participent, dont plusieurs portent des pancartes pro-Trump et pro-QAnon, en plus de drapeaux du Québec et des États-Unis.
Des personnalités émergent lors de ces manifestations. Lucie Laurier, déjà connue en tant que comédienne et sceptique affichée de la sévérité de la Covid-19, prend la parole à des nombreuses manifestations. D'autres personnes comme Éric Duhaime, Josée Turmel et Frédéric Pitre, sont également à l'avant-plan de ces manifestations.
Le 3 octobre, une série de manifestations réclamant la fin de l'urgence sanitaire dans 16 villes du Québec a fait chou blanc, mis à part à Rimouski où environ 500 manifestants se sont réunis, avant d'être dissous par la Santé publique du Centre intégré de santé et de services sociaux (CISSS) du Bas-Saint-Laurent. Les policiers ont distribué plusieurs contraventions aux manifestants, dont plusieurs ne portaient pas de couvre-visage.

### Masques et équipements non conformes
En décembre 2020, le ministre de la Famille  Mathieu Lacombe informe le réseau des garderies de cesser immédiatement l’utilisation des masques de type « MC9501 ». 30 millions de ces masques ont été distribués dans les garderies.
Presque 20 % des masques et jusqu'à 17 % des articles d'équipement de protection individuelle livrés au gouvernement du Québec pendant l'année 2020 ont été jugés non conformes aux exigences.

## Itinérance
Au début de la pandémie, il y a absence de ligne directrice de la Santé publique pour la gestion des services d’hébergement d’urgence (SHU), ce qui pousse les directions des établissements à prendre elles-mêmes des mesures de protection et de prévention. La mise en place des mesures d'hygiène force la diminution du nombre de lits dans de nombreux SHU. La réduction totale pour Montréal est de 35 %, passant de 1 386 lits à 902. Une hausse des coûts est associée aux mesures mises en place, de même qu'à l'augmentation de  l'achanladage .
Une hausse de situation de violence chez les femmes hébergées dans les refuges est constatée par les organismes . Une augmentation de la violence conjugale est également crainte, en raison notamment de l'impossibilité de fuir un conjoint violent lors du confinement. Pendant la seconde vague, une chute marquée de l'achalandage des organismes d'aide pour femmes est constatée .
La fermeture des centres d'injection supervisée augmente la consommation de drogue dans la rue avec du matériel détérioré. La qualité des drogues diminuent, ce qui amène une augmentation des surdoses. L'augmentation de la consommation de drogue et de la violence affecte particulièrement les autochtones.
Des établissements publics sont utilisés comme lieux temporaires d'accueil, comme l'aréna Maurice-Richard. Un plan de transition des personnes itinérantes vers l’ancien hôpital Royal Victoria est élaboré. Les espaces de l'ancien hôpital Victoria réservé aux sans-abris en quarantaine arrive près de leur pleine capacité à la fin décembre 2020. Certains sans-abris sont transférés dans des hôpitaux.
Des campements de fortune font leur apparition au mois d'août, notamment le long de la rue Notre-Dame à Montréal, dans le quartier Hochelaga-Maisonneuve. Une série de tentes est visible en bordure de rue, sur le gazon. La Croix-Rouge canadienne fournit des toilettes chimiques et des repas aux itinérants à certains endroits. La ville de Montréal demande aux occupants de quitter les lieux pour le 31 août, ce qui n'a aucun impact sur le nombre d'occupants, même après cette date. Un incendie éclate au début du mois de décembre, forçant les autorités de la Ville à forcer la fermeture du campement. Les itinérants sont invités à se rendre vers une « halte-chaleur » dans le YMCA Hochelaga-Maisonneuve, de même qu'à un refuge installé dans l’hôtel Place Dupuis.
Pendant la deuxième vague, une hausse du nombre d'itinérants en état de psychose, après consommation d'amphétamines ou de méthamphétamines comme du Crystal meth, est constatée à Montréal. Les mesures de confinement pourraient être en cause, le poids de ceux-ci s'ajoutant aux troubles mentaux, comme la schizophrénie, dont souffrent déjà certains itinérants.

### Couvre-feu
Lors de la mise en place du couvre-feu au début 2021 pour faire face à la deuxième vague, la mairesse de Montréal Valérie Plante, appuyée par les partis d'opposition à l'Assemblée nationale, demande une exemption pour les sans-abris. Le gouvernement du Québec refuse, François Legault indiquant que les policiers ont la marge de manœuvre et le jugement nécessaires pour appliquer les règles avec discernement.
Une semaine plus tard, le 26 janvier, cette décision est renversée par la Cour supérieure du Québec qui suspend l'application du couvre-feu le temps que les tribunaux se penchent sur le fond de la demande d'exemption. Le gouvernement décide de ne pas faire appel de cette décision et de modifier le décret pour exempter les itinérants du couvre-feu. Les constats d'infractions donnés aux itinérants avant la suspension de la Cour supérieure, et la mise à jour du gouvernement, doivent toujours être payés.

## Surdoses
Le Québec connaît des cas de surdoses records pendant l'été 2020, surtout à Montréal. Contrairement aux autres endroits du Canada, ces surdoses sont causées à la suite de la consommation de stimulants plutôt que des opioïdes. Le profil des victimes est également différent de ceux habituels, tant par leur âge moyen, que par le quartier de résidence,.
La région de l'Outaouais est également affectée par une augmentation de surdoses, ce qui affecte notamment les femmes.

## Alcool
Une enquête de l'INSPQ en début de pandémie (avril et mai 2020) indique que le quart des personnes consommant de l'alcool ont indiqué avoir augmenté leur consommation. Ce sont les personnes âgées de 18 à 44 ans, vivant dans un ménage avec des enfants, qui ont le plus augmenté leur consommation.
Bien que la SAQ ait connu une augmentation de bénéfice de 6,7 % au trimestre se terminant en septembre 2020, un sondage indique que la consommation d'alcool aurait peu changé pendant l'année 2020, 17 % des Québécois ayant augmenté leur consommation un peu, et 3 % beaucoup.

## Protection de la jeunesse
Pendant le confinement du printemps 2020, le nombre de signalement à la Direction de la protection de la jeunesse a chuté de 20,5 % par rapport à la même période en 2019. Cette chute s'explique par la fermeture des milieux scolaires, des centres de la petite enfance et des organismes de loisirs, d'où provenaient de nombreux signalement. La réouverture qui a suivi pendant l'été a vu une recrudescence des signalements, ayant pratiquement comblé le retard du printemps. L'augmentation des problèmes de toxicomanie et de santé mentale pendant la pandémie exacerbent les conditions de vie de plusieurs enfants.

## Santé mentale
Un sondage web réalisé par l'Université de Sherbrooke au début du mois de septembre 2020 révèle que les troubles psychologiques sont exacerbées par la pandémie. Les niveaux de dépressions sont 3 fois plus élevés au Canada qu'en temps normal. Le traitement médiatique de la crise, qui varie selon les régions et la langue, modulerait la perception de celle-ci.
Entre janvier et août 2020, les assureurs privés constatent une  augmentation de 20 % du nombre de réclamations pour des antidépresseurs au Québec par rapport à la même période en 2019. L'augmentation au Québec est plus elevée que la moyenne canadienne, qui se situe à 11 %. Le fait que Québec ait été plus touché par la Covid-19 que les autres provinces canadiennes pourraient expliquer cette différence.
Chez les jeunes, une hausse marquée des troubles alimentaires est constatée dans le milieu hospitalier au Québec. Les experts attribuent cette hausse aux effets du confinement du printemps 2020. Le retour à l'école en septembre a amené cette tendance à la baisse. Il y a une augmentation de la consommation d'antidépresseurs pendant la pandémie chez les Québécois, particulièrement chez les aînés et les jeunes.

## Accès au matériel médical
Pendant l'évolution sur la politique du port, ou non, du masque comme mesure de protection, des questions se posent sur l'accès au matériel de protection médical.
Le gouvernement du Québec ne dispose d'aucune réserve de matériel en cas de pandémie, et met en place au mois de mars des outils de gestion pour le stock de masque respiratoire de type N95.
Ainsi, dans un communiqué émis le 18 mars, la Santé publique indique que l'utilisation de masque à des fins de prévention risquait de causé une pénurie dans le réseau de la santé.
Le gouvernement du Canada prend des ententes avec différentes entreprises canadiennes afin de produire du matériel médical, dont les masques N95. Plusieurs compagnies québécoises participeront à cette initiative en produisant un type de matériel ou un autre,,,,,.
Le 24 avril, les médecins se rendant en CHSLD se voient refuser l'accès à ces masques, ceux-ci étant réservés aux préposées et aux infirmières. En effet, seules les interventions médicales peuvent justifier le port d'un masque, alors que les médecins ne font que visiter les patients.

## Considérations éthiques
Au début de la pandémie, le Comité d'éthique de santé publique (CESP) et la Commission de l'éthique en science et en technologie (CEST) rédige une déclaration commune afin d'identifier les valeurs phares qui devraient être au cœur des mesures gouvernementales mises en place. Des exemples sont donnés sur la manière dont ces valeurs peuvent entrer en tension, notamment lors de mesures extrêmes comme l'isolement et la mise en quarantaine.

## Divers
Les chiropraticiens du Québec reçoivent un nombre record de consultations pour des maux de dos, essentiellement en raison du télétravail. Les installations des postes de travail étant souvent inadéquats pour le long terme.